# Kuaihe Shuiku
Kuaihe Shuiku är en reservoar i Kina. Den ligger i provinsen Shanxi, i den norra delen av landet, omkring 260 kilometer söder om provinshuvudstaden Taiyuan. Kuaihe Shuiku ligger 473 meter över havet. Arean är 2,1 kvadratkilometer. Trakten runt Kuaihe Shuiku består till största delen av jordbruksmark. Den sträcker sig 1,9 kilometer i nord-sydlig riktning, och 2,2 kilometer i öst-västlig riktning.
Genomsnittlig årsnederbörd är 664 millimeter. Den regnigaste månaden är juli, med i genomsnitt 190 mm nederbörd, och den torraste är december, med 3 mm nederbörd.